# Michael Cole
Michael Sean Coulthart, más conocido como Michael Cole o Sir Michael Cole (Syracuse, 8 de diciembre de 1968), es un periodista y comentarista de lucha libre profesional estadounidense que actualmente trabaja para la WWE, comentando en las marcas Raw (junto con Wade Barrett) y SmackDown (junto con Corey Graves y Kevin Patrick). También ejerce como vicepresidente de Anuncios desde 2020. Ha desempeñado múltiples funciones de presentador y comentarista en pantalla a lo largo de su trayectoria.
En 2020 se convirtió en el primer comentarista de WWE angloparlante en narrar al menos un evento WrestleMania en cuatro décadas distintas (de 1990, 2000, 2010 y 2020), debutando en el año 1999 (WrestleMania XV).

## Carrera como periodista
Coulthard comenzó su carrera como periodista, trabajando en CBS Radio. Su primer trabajo prominente fue cubrir la campaña presidencial de 1988 del candidato Michael Dukakis. En 1992 hizo un reportaje de la campaña presidencial de 1992 de Bill Clinton. Coulthard cubrió el día 51 de Branch Davidian en Waco, Texas en 1993. Al siguiente año estuvo 9 meses cubriendo las guerras yugoslavas. Debido a su experiencia en la zona de guerra, en 1995 fue seleccionado para cubrir las secuelas del atentado de la ciudad de Oklahoma. Regresó a cubrir la campaña presidencial en 1996 para cubrir las campañas de Steve Forbes y el senador Bob Dole. 

## Carrera como comentarista

### World Wrestling Federation / Entertainment / WWE (1997–presente)

#### Inicios como entrevistador y comentarista de Raw is War (1997-1999)

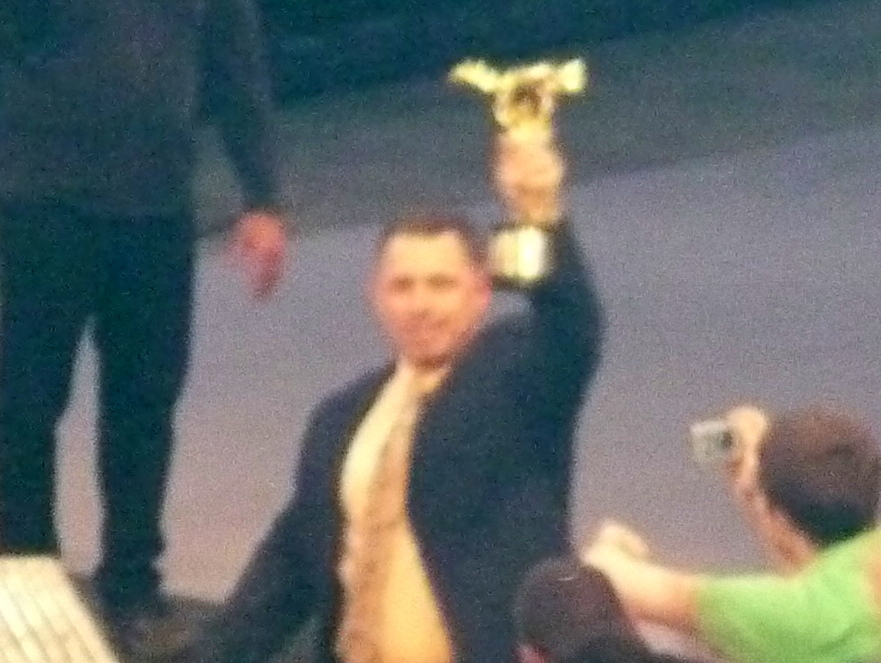
Michael haciendo su entrada.

Coulthard empezó su carrera en WWE en 1997 y empezó a usar el nombre "Michael Cole". Se convirtió en el anfitrión del programa LiveWire junto con Jim Cornette y entrevistador en backstage. Cole apareció por primera vez en la pantalla en el episodio del 30 de junio de 1997 de Raw is War, entrevistando a Legion of Doom y reemplazó a Todd Pettengill como entrevistador entre bastidores después de SummerSlam. Luego se convirtió en el tercer comentarista de Raw junto con Jim Ross y Kevin Kelly, y eventualmente Cole fue reemplazado por Jerry Lawler. 
En diciembre de 1998, Cole se convirtió en el locutor de Friday Night SmackDown, reemplazando a Jim Ross cuando Ross estaba enfermo con parálisis de Bell. Continuó en este papel hasta WrestleMania XV en marzo de 1999, donde protagonizó uno de los más infames de su carrera al decir accidentalmente que el próximo invitado al programa sería el nuevo campeón de WWE Stone Cold Steve Austin mientras que aún no había pasado. Cuando salió el nuevo programa SmackDown, él fue escogido para hacer el resumen. Originalmente el anunciador era Jerry Lawler, pero Lawler fue dejando la empresa brevemente. Cole lo substituyó con su compañero de Heat Tazz antes de la invasión de WCW/ECW. Cole también estuvo en WWE Velocity.

#### Consolidación como comentarista y 1° etapa en SmackDown (1999-2008)
Después del Brand Extension 2002, Cole dejaría Raw para trasladarse a SmackDown. Cole fue raras veces implicado en storylines que implicaban a Stone Cold Steve Austin, John Cena, Heidenreich, Stephanie McMahon, Vito y D-Generation X (Triple H, Shawn Michaels, Chyna y Rick Rude). El caso que causó más revuelo fue aquel segmento en backstage con Heidenreich, quien trataba de abusar sexualmente de Cole en el baño. En una entrevista de 2008, Heidenreich explicó que dicho segmento fue idea de Vince McMahon y que la película Pulp Fiction le vino a la mente cuando Stephanie McMahon se le acercó con la idea.
En el Royal Rumble de 2006, Cole ocupó el lugar de Jim Ross, quien había comentado los últimos dos eventos con Tazz, había sido despedido (kayfabe), así mismo su lugar para la mesa de comentarios de SmackDown fue ocupado por Joey Styles, leyenda de la ECW. El 3 de febrero, se anunció que Cole y Tazz iniciarían un programa de radio en Howard Stern's Howard 100 en Sirius Satellite Radio, pero el programa fue una prueba que solo duró un par de semanas.
En el episodio del 9 de junio de SmackDown, cuando Tazz regresó a la renacida ECW, Cole en ese momento quedó sin compañero de transmisión. En el evento ECW One Night Stand, John "Bradshaw" Layfield (JBL) anunció que sería nuevo compañero de Cole en lo que se recuperaba de una lesión. Tiempo después en 2007, JBL dejó la mesa de transmisiones y regresó a competir en Raw, por lo que Jonathan Coachman se convirtió en el nuevo compañero de Cole en el episodio del 4 de enero de 2008 de SmackDown.

#### Regreso a Raw (2008-2009)
Como parte del Draft 2008, Cole fue reclutado para la marca Raw mientras que Jim Ross se fue directo para la marca SmackDown, poniendo Cole fin a su carrera de casi 10 años trabajando en esta última mencionada. En el episodio del 7 de julio de 2008 de Raw, Cole fue atacado por Kane, quien repetidamente le preguntó "¿Está vivo o muerto?" antes de que Cole fuera salvado por su compañero Jerry Lawler. Cole hizo su debut en el ring junto a Lawler enfrentándose a Cody Rhodes y Ted DiBiase en un combate por el Campeonato Mundial en Parejas, el cual perdieron.
En los Slammy Awards de 2009, ganó el premio "Oh My God" Moment of the Year por haber vomitado en Chris Jericho en el episodio del 2 de octubre de SmackDown.

#### Feudo con Jerry Lawler (2010-2012)

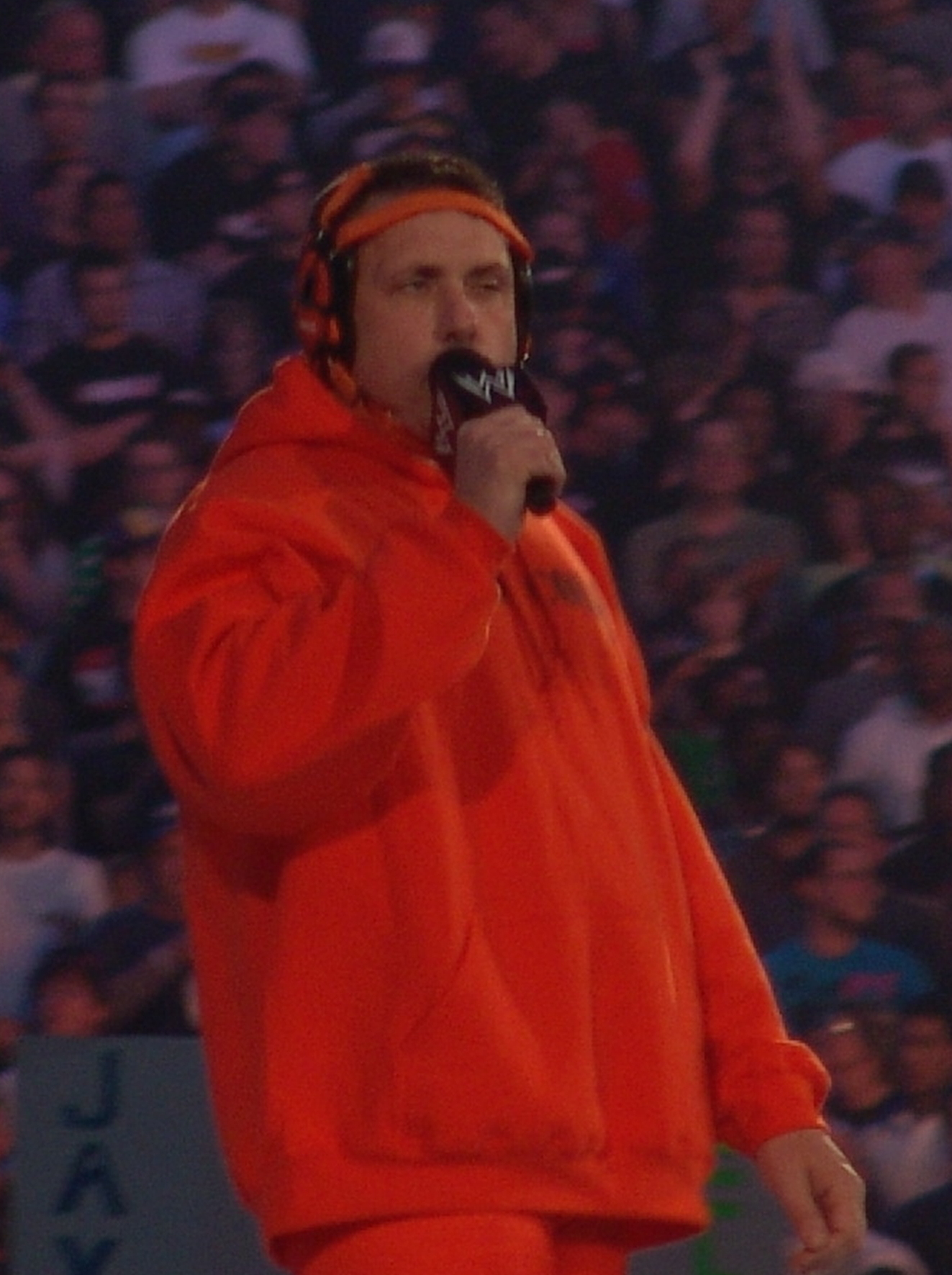
Michael Cole antes de su lucha en WrestleMania XXVII.

El 18 de mayo de 2010, Cole fue atacado sorpresivamente por Daniel Bryan, ya que este se sentía muy enfadado y sacó su ira en contra de él. Al final abandonó la arena. Durante el verano de 2010, se convirtió en el portavoz oficial del Gerente General Anónimo de Raw, que consistía en una computadora portátil que enviaba correos y Cole los leía. Regresó a SmackDown para unirse a Matt Striker y Todd Grisham en los comentarios a partir del 1 de octubre, y se calificó a sí mismo como la "Voz de la WWE", afirmando que debería estar en todos los programas en el futuro. El 29 de noviembre en Raw, mientras Jerry Lawler se enfrentaba al Campeón de la WWE The Miz en un TLC match, interfirió para ayudar a Miz a retener el título, cambiando a heel y empezando un feudo con Lawler.
El 21 de febrero de 2011, Lawler desafió a Cole en WrestleMania XXVII, la cual aceptó. La siguiente semana, presentó a Jack Swagger como su entrenador para dicho combate y luego Swagger atacó a Lawler con el Ankle Lock. La semana posterior, Cole anunció también que John "Bradshaw" Layfield sería el árbitro especial, esto como para sacar ventaja de su combate, pero Stone Cold Steve Austin irrumpió, atacó a JBL y firmó el contrato que este iba a firmar en un inicio, convirtiéndose en el árbitro oficial. En WrestleMania el 3 de abril, Austin anunció que Lawler era el vencedor, pero el Gerente General Anónimo de Raw revirtió la decisión y declaró a Cole ganador por descalificación, debido a que Austin estaba involucrado físicamente en el combate. Un mes después en Extreme Rules, Cole se asoció con Swagger para derrotar a Lawler y Jim Ross en un Country Whipping match. El 22 de mayo, la rivalidad Cole-Lawler tuvo un combate final en Over the Limit en un "Kiss My Foot" match, que Cole perdió; después del combate, Bret Hart reapareció en WWE sometiendo a Cole con el Sharpshooter, para evitar que huyera de Lawler y cumplir con la apuesta de besarle los pies. Finalmente en el siguiente Raw, Cole se disculpó con Lawler, poniendo fin a su enemistad.
Tras ello, Cole continuó luchando ocasionalmente y todavía favorecía a la mayoría de los luchadores heels mientras cuestionaba las acciones de los luchadores faces para recuperar el control en los combates. En el episodio del 25 de julio de Raw, Triple H le ordenó luchar contra Zack Ryder prestándole su indumentaria, quien se llevó una victoria fácil. Posteriormente el 27 de octubre, se alió con Alberto Del Rio para enfrentar a John Cena y Jim Ross, saliendo derrotados. Esto llevó a Cole a desafiar a Ross al "Michael Cole Challenge" (una serie de tres concursos); Cole dijo que si Ross ganaba cada desafío, renunciaba a su trabajo. Durante el desafío en el episodio del 14 de noviembre de Raw, Ross ganó los dos primeros desafíos (pulsadas y baile), lo que provocó que Cole declarara que el tercer concurso era quién pesaba menos, que finalmente ganó mientras que Ross era despedido. Sin embargo, CM Punk salió y atacó a Cole, quien más tarde dijo jurar venganza y poner una demanda contra Punk.
En 2012, Cole fue un participante sorpresa en el Royal Rumble match de Royal Rumble, pero fue rápidamente eliminado por Lawler, Booker T y el regreso de Kharma. Cole se enfrentó a John Cena en el episodio del 4 de junio, perdiendo el combate y ser atacado por Cena con un extintor y bañado en salsa. En el episodio del 9 de julio, Cole fue programado para enfrentarse a Lawler en una revancha de WrestleMania XXVII, que perdió rápidamente. Sin embargo, ocurriría un deja vú, puesto que al igual que hace dos años, el Gerente General de Anonymous Raw nuevamente revirtió la decisión y Cole resultó vencedor por descalificación luego de la interferencia de Booker T. Momentos después, Santino Marella salió y sacó a Hornswoggle debajo del ring, alegando que él era el Gerente General Anónimo de Raw.

#### Cambio a face (2012-2019)
El 10 de septiembre de 2012 en Raw, Cole fue elogiado por su manejo del legítimo ataque al corazón de su colega Jerry Lawler, mandándole todo su apoyo retomando su carácter de face. Además de dar actualizaciones a los televidentes sobre el estado de Lawler durante todo el episodio y fue descrito como "elegante y profesional". También fue elogiado por su manejo de la emergencia, girando la cara cuando comenzó a favorecer a los luchadores faciales y comenzó a recibir vítores. Cole también se unió a los comentarios durante los eventos con Jim Ross y John "Bradshaw" Layfield. Cole consolidó su cambio a face cuando abrazó a Lawler en el ring cuando regresó en el episodio del 12 de noviembre de Raw.
El 30 de marzo de 2015 en Raw, fue atacado por Brock Lesnar después de que Seth Rollins le negara su revancha por el Campeonato Mundial Peso Pesado de la WWE. Cole no apareció en los comentarios la semana siguiente como parte del kayfabe a raíz de recibir un F-5 de Lesnar. El 8 de junio, Cole le dio la bienvenida a Byron Saxton como comentarista de Raw, ocupando este el lugar de Booker T.
Como parte del Draft 2016 realizado el 19 de julio, fue seleccionado como uno de los comentaristas de la marca Raw junto con Saxton y el recién llegado de NXT, Corey Graves.
En el episodio del 15 de enero de 2018 de Raw, Cole recibió una paliza a manos de Braun Strowman, quien se desquitaba con todo mundo por haber sido despedido por el gerente general Kurt Angle, y posteriormente fue reemplazado por Tom Phillips.

#### 2° Etapa en SmackDown (2019-presente)
El 29 de septiembre de 2019, WWE anunció como parte de su "WWE Premiere Week" que un nuevo equipo de comentaristas estaría en SmackDown. Cole volvió a comentar en dicha marca de forma oficial por primera vez desde 2008, y le acompañarían la entonces entrevistadora Renee Young y el excomentarista de Raw Corey Graves. 
En octubre de 2020, Graves retornaba a Raw como parte del Draft mientras que Cole permanecería en la marca SmackDown.
A inicios de abril de 2021, Pat McAfee sería trasladado de NXT a SmackDown para formar dupla con Cole en la mesa de transmisiones.
McAfee se tomaría un descanso para trabajar para College Gameday de ESPN, y Wade Barrett se uniría a Cole como comentarista de SmackDown y para eventos premium en vivo con Graves.
El 5 de agosto de 2023, WWE realizó más cambios en los comentarios al aire cuando Cole regresó a Raw el 7 de agosto de 2023, con Wade Barrett uniéndose a los comentarios. Permaneció en SmackDown ya que Corey Graves regresaría como comentarista con Kevin Patrick uniéndose. Según PWInsider, los cambios de tener a Cole trabajando tanto en Raw como en SmackDown en los comentarios fueron solicitados por la futura empresa matriz de WWE, Endeavor, y sus socios de transmisión USA Network y Fox. al tenerlo como la cara del producto.
A partir de 2020, Cole se ha involucrado en disputas de larga data sobre los comentarios contra Bayley, con quien ha tenido problemas en la historia durante los últimos años, Top Dolla, a quien Cole criticó por un puesto fallido en la cuerda superior en un episodio de SmackDown, y Dominik. Mysterio, a quien Cole se enfrenta en la pelea de Dominik con su padre Rey Mysterio.

### Reality of Wrestling (2013)
En diciembre de 2013, Cole se desempeñó como locutor invitado especial para la promoción de lucha libre profesional Reality of Wrestling de su compañero empleado de la WWE Booker T, junto con Rich Brennan (anteriormente conocido como Anthony Pratt y Rich Bocchini).

## Legado
Michael Cole es ampliamente considerado por colegas, luchadores, fanes y críticos como uno de los más grandes comentaristas de lucha libre profesional, aunque también alguien infravalorado más allá de las polémicas que se ha entrometido.
Arn Anderson ha elogiado a Cole diciendo: "Creo que hace un muy buen trabajo. Creo que es muy profesional. Puede llamar muy bien a un combate de lucha libre". 
El legendario comentarista de lucha libre profesional, miembro del Salón de la Fama de la WWE y ex colega socio de transmisión Jim Ross es un gran admirador del trabajo de Cole al afirmar que "Michael trabaja duro. Es un buen hombre de familia, es un hombre de compañía, trabaja diligentemente para hacer su trabajo". Lo respeto por todas esas cosas. Siempre me ha gustado, es un buen tipo, y la gente no lo entenderá. Solo lo juzgan por su personalidad televisiva, con razón o sin ella. Es un poco frustrante".

## Vida personal
Coulthard está casado con su novia de la universidad, Yolandam, desde 1987. Tienen dos hijos adoptivos.

## En lucha
- Movimientos finales
  - An-Cole Lock (Ankle Lock) - 2011
- Apodos
  - «The Voice of WWE»[2]

## Campeonatos y logros

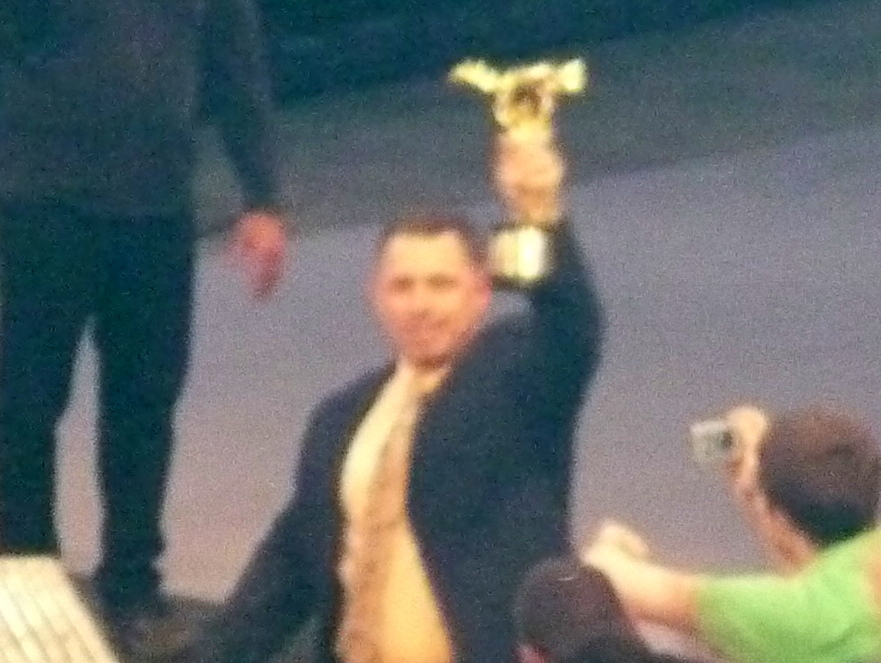
Cole ha ganado cuatro veces Slammy Award

- World Wrestling Entertainment / WWE
  - Slammy Award (4 veces)
    - "Oh My" Moment of the Year (2009)
    - "And I Quote..." Line of the Year (2010)
    - Most Regrettable Attire of the Year (2011) Dressing as Triple H
    - Favorite Web Show of the Year (2013) – con John "Bradshaw" Layfield and Renee Young for The JBL and Cole Show
- WrestleCrap
  - Gooker Award (2011) Travesuras a lo largo de los años[3]
- Wrestling Observer Newletter
  - WON Peor anunciador de televisión - 2001
  - WON Peor anunciador de televisión - 2009
  - WON Peor anunciador de televisión - 2010
  - WON Peor anunciador de televisión - 2011[4]
  - WON Peor anunciador de televisión - 2012
  - WON Peor personaje - 2011 (Comentarista heel)[4]